# Boones Mill
Boones Mill é uma cidade  localizada no estado norte-americano de Virginia, no Condado de Franklin.

## Demografia
Segundo o censo norte-americano de 2000, a sua população era de 285 habitantes. 
Em 2006, foi estimada uma população de 293, um aumento de 8 (2.8%).

## Geografia
De acordo com o United States Census Bureau tem uma área de 
1,9 km², dos quais 1,9 km² cobertos por terra e 0,0 km² cobertos por água. Boones Mill localiza-se a aproximadamente 346 m acima do nível do mar.

## Localidades na vizinhança
O diagrama seguinte representa as localidades num raio de 24 km ao redor de Boones Mill. 